# Simulium knidirii
Simulium knidirii es una especie de insecto del género Simulium, familia Simuliidae, orden Diptera.
Fue descrita científicamente por Giudicelli & Thiery, 1985.